# Jake Mulraney
Jake Mulraney, né le 5 avril 1996 à Dublin en Irlande, est un footballeur irlandais qui joue au poste d'ailier gauche au St. Patrick's Athletic.

## Biographie

### En club

#### Débuts professionnels
Né à Dublin en Irlande, Jake Mulraney commence le football au Crumlin United FC en Irlande, où il passe une grande partie de sa formation avant de rejoindre Nottingham Forest puis Queens Park Rangers en Angleterre, où il poursuit sa formation sans jouer avec les professionnels. 

#### Inverness CT
Jake Mulraney rejoint ensuite l'Écosse en s'engageant avec l'Inverness Caledonian Thistle, pour un contrat de deux ans lors de l'été 2016. Le transfert est annoncé le 17 juin 2016.
Il découvre alors la Scottish Premiership, la première division écossaise, jouant son premier match dans cette compétition le 6 août 2016, lors de la première journée de la saison 2016-2017, contre le Partick Thistle FC. Il est titularisé lors de cette rencontre perdue par son équipe (2-0 score final). Il ne peut éviter la relégation de son équipe à l'issue de cette saison, l'Inverness Caledonian Thistle terminant dernier du championnat.

#### Heart of Midlothian
Le 15 mai 2018 le transfert de Jake Mulraney vers un autre club écossais, Heart of Midlothian, est annoncé. Il joue son premier match sous ses nouvelles couleurs le 18 juillet 2018, à l'occasion d'une rencontre de coupe de la Ligue écossaise face au Cove Rangers FC. Il est titularisé et son équipe s'impose par deux buts à un.

##### Atlanta United
Le 23 janvier 2020 Jake Mulraney signe en faveur d'Atlanta United, franchise de Major League Soccer. Il joue son premier match pour le club le 26 février 2020 face au CD Motagua lors d'une rencontre de Ligue des champions de la CONCACAF. Atlanta s'impose par trois buts à zéro ce jour-là.

#### Orlando City
Le 5 mai 2022, Jake Mulraney quitte Atlanta United pour s'engager en faveur d'Orlando City. En Floride, il participe à dix-huit rencontres avec Orlando.

#### St. Patrick's Athletic
Après trois ans et demi en Major League Soccer, Mulraney est transféré au St. Patrick's Athletic et retourne ainsi en Irlande.
Mulraney participe à la finale de la coupe d'Irlande 2023, qui a lieu le 12 novembre 2023 face au Bohemians FC. Il est titularisé ce jour-là et son équipe s'impose par trois buts à un,.

### En équipe nationale
Le 6 septembre 2016 Jake Mulraney reçoit sa première sélection avec l'équipe d'Irlande espoirs contre la Serbie. Son équipe s'incline par trois buts à deux ce jour-là. Le 14 novembre 2017 il inscrit son premier but pour les espoirs lors d'une défaite face à la Norvège (2-1).

## Palmarès

### En club
St. Patrick's Athletic FC
- Coupe d'Irlande
  - Vainqueur : 2023.